# Бушков Олександр Олександрович
Олександр Олександрович Бушков (нар. 5 квітня 1956, Мінусінськ) — російський письменник, працює в жанрах детективу та фентезі, автор публіцистики на історичну тематику. Як стверджується на особистому сайті письменника, сукупний тираж його літературних творів перевищує 17 млн примірників

## Біографія
Олександр Бушков народився в Мінусінську 5 квітня 1956. Має в роду польське коріння (стверджує, що має відношення до литвинів). Навчання в школі йому давалася важко — в одному з інтерв'ю він зізнався, що був двієчником і хуліганом. У 1972 році родина переїхала Бушкова в Абакан (Хакаська автономна область). Після закінчення середньої школи від подальшої освіти Автобіографія] (рос.) на офіційному сайті. Писати почав у віці 20 років. Перша повість Олександра Бушкова була опублікована в 1981 року, перша книга — в 1986. В цей же час Бушков переїхав в Красноярськ. До початку письменницької кар'єри працював листоношею з доставки телеграм, вантажником, страховим агентом, робочим геофізичної експедиції, працівником театру.
Незважаючи на відсутність вищої освіти, Олександр Бушков займався самоосвітою і прочитав велику кількість книг. Його особиста бібліотека нібито настільки численна, що згодом йому довелося добудувати другий поверх у свого заміського будинку. До загибелі губернатора Красноярського краю Олександра Лебедя Олександр Бушков поєднував письменницьку діяльність з роботою радником губернатора. Олександр Бушков одружений.

## Літературна діяльність
Перша повість Олександра Бушкова («Варяги без запрошення») була надрукована в 1981 року в журналі «Літературна навчання», а в 1986 році в Красноярському книжковому видавництві вийшла перша книга — «Стояти у вогні», куди увійшли 3 повісті та 5 оповідань у жанрі фантастики.
У роки перебудови Бушков виступав як публіцист правого толку. Його перу належить кілька перекладів оповідань польських фантастів в збірці «Винищувач відьом», оповідань Роберта Говарда («Крила в ночі», «Пломінь Ашшурбаніпала»). Хоча писати Олександр Бушков почав ще наприкінці 1970-х, популярність він отримав тільки в середині 1990-х, після виходу дилогії про Станіслава Сварога — «Лицар з нізвідки» та «Летючі острови». Цикл книг про Сварога виходить досі і, як каже сам Олександр Бушков, закінчувати в осяжному майбутньому випуск полюбилася читачам серії він не буде.
На початок 2000-х автор досяг піку своєї популярності. Кульмінацією досягнень Бушкова стало підписання договору з московськими продюсерами про права на екранізацію, можливо, самого популярного твору автора — бойовика « Піранья». За словами самого Бушкова, він не брав участі в роботі над кіносценарієм.
Бушков працює в багатьох жанрах: фентезі, бойовик, детектив, наукова фантастика, альтернативна історія, жахи, детективна фантастика, історико-публіцистичне дослідження. Сам він стверджує, що написання книг сприймає як роботу, отже, не має права не писати або зробити для себе тривалий творчий відпочинок. Він вважає, що письменник повинен творити незалежно ні від чого, керуючись відомим висловом «Ні дня без рядка!». О. Бушков зізнається, що пише практично без перерв і тільки так може тримати себе в творчому тонусі. На запитання «Чи п'єте Ви?» О. Бушков відповів, що місяць працює на знос, потім випиває відро горілки, добу приходить в себе і продовжує писати далі. На питання «Як можна зберегти літературну цінність твору при настільки ударних темпах написання?» О. Бушков відповів, що Александр Дюма (батько) написав за своє життя 300 книг. З них відомими стали чотири-п'ять.
Більшість героїв романів, особливо герої Шантарського циклу повістей або романів О. Бушкова — люди сильні, наділені найпотужнішою волею і ментальністю. Вони постійно потрапляють в різні проблемні ситуації критичного характеру, перебуваючи на межі між життям і смертю, але завдяки винятковій вірі в себе, власну силу духу їм вдається пройти всі випробування долі і перемогти ворогів.
Його [кого?] думку досить своєрідно: якщо автор дійсно талановитий, то до того часу, коли сам А. Бушков закінчить свою літературну діяльність, твори цього автора ще будуть відомі і тоді він їх прочитає.

## Публіцистика на історичні та біологічні теми
Цикл творів О. Бушкова під назвою «Росія, якої не було» присвячений ревізії прийнятих в історичній науці концепцій; до досягнень професійних істориків він ставиться послідовно скептично і пропонує своє трактування історичних подій (в ранніх роботах ряд його висновків стикається з висновками Анатолія Фоменка: теза про тотожність Московії і Орди, московських князів і татарських ханів; в пізніших роботах він від них відмовився, і піддає критиці концепцію самого А. Т. Фоменка). Публіцистичні дослідження Бушкова найчастіше є всього лише популяризацією ідей інших авторів.
Від імені Бушкова видається також серія «Олександр Бушков. Загадки історії», в якій друкуються автори, викладають «нетрадиційний» погляд на історичні події.
Бушков критикує «інтелігенцію», вважаючи що саме від цієї категорії людей протягом XIX—XX століть виходили найбільші біди для Росії. Йому належать слова: "Коли ми в Росії будемо жити добре? Коли вся інтелігенція вимре, пити почнемо за графіком, а весь інший час працювати як слід, а не як захочеться ".
О. Бушков вкрай негативно ставиться до діяльності Петра I, вважаючи його найдеструктивнішим правителем Росії з династії Романових, разом з Миколою II (якого він називає «ублюдком»). Петро I, на його думку, настільки послабив Росію, що та програла Кримську війну. О. Бушков симпатизує Путіну, що простежується як у книзі «Будинок з привидами. Хроніка мутного часу», присвяченої неоднозначним подіям 1991—2000 років, так і в останній роботі автора під назвою «Володимир Путін. Полковник, який став капітаном». У ній письменник порівнює Путіна з «антикризовим менеджером», а також з кардиналом Рішельє. В одному з інтерв'ю Бушков назвав Путіна «відмінним антикризовим керівником».
Книга Бушкова «Планета привидів» — спроба такого ж спростування академічних теорій і в біології, де він обрушується з критикою на дарвінізм, звинувачуючи вчених-еволюціоністів у змові, підтасовуванні фактів, а також ставить під сумнів їхню психічну нормальність. Бушков вкрай негативно ставиться до академіка М. І. Вавілова, протиставляючи йому академіка Т. Д. Лисенка.
Історичні твори Бушкова піддавалися відповідній критиці професійних істориків. Так, Гліб Єлісєєв в статті «Історик Росії, якого не було» відзначає вульгаризацію поглядів опонентів (точка зору, що подається Бушковим як «офіційна», насправді в науці не прийнята або є застарілою), підміну аргументації вигаданими прикладами, ігнорування історичних джерел, що суперечать його концепції, далекосяжні ототожнення (наприклад, Риму з Китаєм), побудовані на поверхневій аналогії.
Історик Дмитро Володіхін зараховує історичні книги Бушкова до жанру фолк-гісторі.
В області біології Бушкова звинувачують в дилетантизм, заміні аналізу фактів «здоровим глуздом» і «логікою». Відзначається, що критика Бушкова присвячена, в основному, застарілим даними і знахідок, зроблених до середини ХХ-го століття. Також, з точки зору сучасної біології, Бушков призводить досить безглузді твердження, наприклад, вважає, що одночасне існування кількох видів людей спростовує еволюцію людини. Справа, однак у тому, що Homo Sapiens просто витіснив інші види.
Окремою критиці у Володіхіна піддається також манера оповіді Бушкова:
 «O. O. Бушков, автор детективних романів і класичного твору фолк-хистори» Росія, якої не було ", уже в передмові ділить читацьку аудиторію на дві частини: " Ті, хто звик механічно приймати на віру все, про що свідчать товсті, розумні, написані вченим мовою книги, можуть відразу ж викинути цю працю у відро для сміття. «Росія, якої не було» розрахована на іншу породу людей — тих, хто не цурається зухвалого польоту фантазії, тих, хто намагається дошукатися до всього своїм розумом і рабської вашого авторитетам віддасть перевагу здоровий глузд і логіку «. Так всякому скептично налаштованому читачеві поволі нав'язується комплекс вини, всякий прихильник наукового знання потрапляє в розряд людей, позбавлених» зухвалого польоту фантазії ". Той, хто вибрав емоційно вигіднішу позицію союзника автора, підсвідомо налаштований обходити увагою навіть очевидні фактичні помилки і прорахунки в логіці. " — Володіхін, Д: «Місце нової хронології в фолк-хистори». 

### Героїчна фантастика (Сварог)
- Таларський цикл
  - (1996) — Лицар з нізвідки.
  - (1996) — Літаючі острови.
  - (2001) — Ненавмисний король.
  - (2004) — Залізні вітрила.
  - (2004) — По ту сторону льоду.
  - (2011) — Чортів млин
- Дімерейський цикл
  - (2002) — Чужі береги.
  - (2002) — Чужі вітрила.
  - (2002) — Чужі дзеркала.
- Цикл «Корона»
  - (2004) — Бранець Корони.
  - (2005) — Ворог Корони.
  - (2005) — Спаситель Корони.
- Земля
  - (2006) — Печатка скорботи (виключена автором з циклу, "яко Шантарські. Бушков.

Головний герой роману — майор ВДВ Станіслав Сварог, що проходить службу в Монголії. Помилково було перенесено в паралельний світ на планету Талар (планувалося перенести батька Сварога), де стає (замість батька) графом, одним із членів аристократії — ларів, які проживають на летючих островах, що володіють контролем над енергією апейрона, що дає їм магічні здібності. На Таларі є один великий континент — Харум і розкидані по океану острови. Крім Талара влада ларів простягається ще на три планети. Сварог потрапляє в різні пригоди: вибирається із зачарованої країни Хелльстада, закриває ворота в світ, звідки прибувають Очі Сатани, стає королем більшої частини держав на Харумі, бореться з цивілізацією ліліпутів, що знаходяться на рівні розвитку земної наддержави, запобігає загрозі наближення Багряної Зірки. У якийсь момент мимоволі потрапляє в світ Димер, де в результаті очолює цілий народ континенту, що гине, в плаванні по небезпечних водах до нового континенту, знаходить лазівку в світ Гаранд, де йде війна між технократією і магами. Через усі твори про Сварога червоною ниткою проходить тема його боротьби з Князем Темряви.

### Історичні детективи
- Олексій Воіновіч Бестужев:
  - (2001) — Непристойний танець (Авантюрист).
  - (2000) — Дике золото.
  - (2009) — Сищик.
  - (2009) — Комбатант.
  - (2009) — Аргонавт.
  - (2010) — Ковбой.

### Бойовики
- Олексій Карташ:
  - (2003) — Тайга і зона.
  - (2004) — Ашхабадські злодій.
  - (2004) — сходняк.
  - (2005) — Під сузір'ям північних Хрестів.

- Скажена:
  - (1995) — Шалена (Дівчинка з сірниками).
  - (1995) — Танець Скаженою.
  - (2001) — Капкан для скаженої.

- Данило Черський
  - (1995) — На те й вовки.
  - (1995) — Вовк насторожився.
  - (1999) — Вовк стрибнув (На те й вовки — 2).

- Твори без продовжень
  - (1999) — Вовча зграя.
  - (1999) — бульдожа сутичка.
  - (1996) — Четвертий тост.
  - (2008) — Рівняння на прапор.
  - (1996) — Стерв'ятник.
  - (2006) — Друге повстання Спартака (в співавторстві з А. Константіновим).

- Антиквар
  - (2008) — Антиквар.
  - (2008) — Остання паска.
  - (2009) — Скарб антиквара.

- Дикарка:
  - (2004) — Дикарка. Чортове городище.
  - (2005) — Дикарка. Невідомий маршрут.

- Піранья (Кирило Мазур):
  - (1999) — Піранья. Перший кидок.
  - (2002) — Піранья. Зірка на хвилях.
  - (2003) — Піранья. Життя довше смерті.
  - (2003) — Піранья. Бродячі скарб.
  - (2005) — Піранья. Флібустьєрські хвилі.
  - (2005) — Піранья. Пустотливі примари.
  - (1996) — Полювання на піранью
  - (1996) — Наступна піраньї.
  - (1997) — Гачок для піраньї.
  - (1998) — Повернення піраньї.
  - (2001) — Піранья проти злодіїв.
  - (2002) — Піранья проти злодіїв — 2.
  - (2006) — Піранья. Полювання на олігарха (включає 2 романи: «Полювання на олігарха» і «Алмазний спецназ»).
  - (2007) — Піранья. Війна олігархів (включає 2 романи: «Кодекс одиночки» і «Кодекс найманця»).

### Історичні пригоди
- Д `Артаньян — гвардієць кардинала (книга перша і друга).

У цій книзі молодий Д'Артаньян, описаний у Дюма, замість того, щоб посваритися з Рошфором і міледі Вінтер, вступає в конфронтацію з мушкетерами і опиняється на боці гвардійців кардинала.
В результаті історія Д'Артаньяна «вивертається навиворіт»: він отримує відмову в допомозі від де Тревіль, але стає одним графа Рошфора і кандидатом на вступ в гвардію кардинала Рішельє, до того ж закохується без пам'яті в леді Вінтер, що виявилася прекрасною, цілком доброчесного молодою жінкою. Вплутавшись в протистояння підлеглих Рішельє і королівських мушкетерів, Д'Артаньян бере участь в зриві змови герцога Анжуйського і королеви проти Рішельє і короля. Як не дивно, фінал історії виявляється дуже схожий на класичний: Д'Артаньян втрачає кохану жінку, отруєну інтриганкою Констанцією Бонасье, а також отримує чин лейтенанта. Роман в чомусь більш історич, ніж «Три мушкетери» Дюма, проте містить безліч явних анахронізмів та історичних ляпів. Так, наприклад, змовники мають намір звести на трон Франції Анну Австрійську, хоча, як відомо, жінки не могли ні займати французький престол, ні передавати його по так званому салічними закону. У дії з'являються вельми значні історичні персонажі, так, наприклад, Д'Артаньян ухитряється зустрітися з Йосипом Скалигером та Вільямом Шекспіром (останньому він навіть підказує одну з «шекспірівських» фраз: " Весь світ театр, і люди в ньому — комедіанти "), хоча насправді обидва персонажі померли задовго до 1625 року (умовна дата дії роману).

### Жахи і містика
- - (2003) — НКВД. Війна з невідомим.
  - (2000) — Сибірська жуть.
  - (2001) — Сибірська жуть-2.

### Детективи на тему міфів Давньої Греції
- - (1989) — Лабіринт.
  - (1989) — Провінційна хроніка початку осені.

### Фантастика
- Мамонти:
  - (2010) — Золотий демон.
  - (2010) — Завороженні.
  - (2010) — А. С. Секретна місія (Поет і русалка).
  - (2011) — Правоохоронці.
  - (2011) — Чорнокнижники.

- Чаклунка
  - (2007) — Чаклунка мимоволі.
  - (2007) — Чаклунка-втікачка.

- Твори без продовжень:
  - (1982) — Дощ над океаном.
  - (1986) — Діти туману.
  - (1986) — І ловили там звірів …
  - (1988) — Перша зустріч, остання зустріч.
  - (1988) — примостився на стінці гусар.
  - (1990) — Анастасія.
  - (1990) — Чудові гепарди.
  - (1996) — Вовче сонечко.
  - (2003) — Самий далекий берег.
  - (2005) — Нельотна погода.

### Історія та сучасність
- - (1997) — Росія, якої не було:
  - (2005) — Росія, якої не було. Гвардійське сторіччя.
  - (2004) — Сталін. Червоний монарх.
  - (2005) — Сталін. Крижаний трон.
  - (2005) — Катерина II: Алмазна попелюшка.
  - (2005) — Распутін: Постріли з минулого.
  - (2005) — Будинок з привидами. Хроніка мутного часу.
  - (2006) — Російська Америка. Слава і ганьба.
  - (2007) — Чингісхан: Невідома Азія.
  - (2007) — Іван Грозний. Кривавий поет.
  - (2007) — Путін: полковник, який став капітаном.
  - (2007) — Земля: Планета привидів.
  - (2008) — Невідома війна. Таємна історія США.
  - (2010) — Корабель дурнів, або Коротка історія самостійності.